# Șumeaci, Turka
Șumeaci (în ucraineană Шум'яч) este o comună în raionul Turka, regiunea Liov, Ucraina, formată numai din satul de reședință.

## Demografie
Componența lingvistică a comunei Șumeaci
     Ucraineană (99,83%)
     Alte limbi (0,17%)
Conform recensământului din 2001, majoritatea populației comunei Șumeaci era vorbitoare de ucraineană (99,83%), existând în minoritate și vorbitori de alte limbi.